# Mikromat építőkészlet
A Mikromat építőkészlet  1966-ban a budapesti Piarista Gimnáziumban működő, Kovács Mihály piarista szerzetes által vezetett kibernetika szakkör keretében készült. 1967-ben sorozatgyártásra került, és ekkor készült egy „vezérkönyv” hozzá. A készlet és a vezérkönyv segítségével az alapvető digitális kapcsolások építhetőek meg és tanulmányozhatóak.

## Története
Kovács Mihály vezetésével kezdődött meg 1958-59-es tanévben a Budapesti Piarista Gimnáziumban egy szakkör keretében az informatika oktatása. Akkor ezt még kibernetika szakkörnek nevezték, az informatika kifejezés még nem volt elterjedve. A szakkör keretében tanítványaival közösen dolgoztak fel, illetve oldottak meg különböző feladatokat, problémákat. Kovács Mihály a lehetőségeihez mérten követte a külföldi trendeket, korszerű eszközöket. Az akkori korra jellemző volt, hogy egy egyházi fenntartású gimnázium számára nehezen voltak hozzáférhetőek az alkatrészek, módszerek. A piarista rend külföldi kapcsolatai segítségével eszközökhöz jutottak, fényképeket, beszámolókat, katalógusokat kaptak olyan eszközökről, amelyek akkor a nyugati világban a korszerű oktatásban használhatóak voltak. Ezekből az információkból vezetésével a szakkör diákjai építették meg az eszközöket.

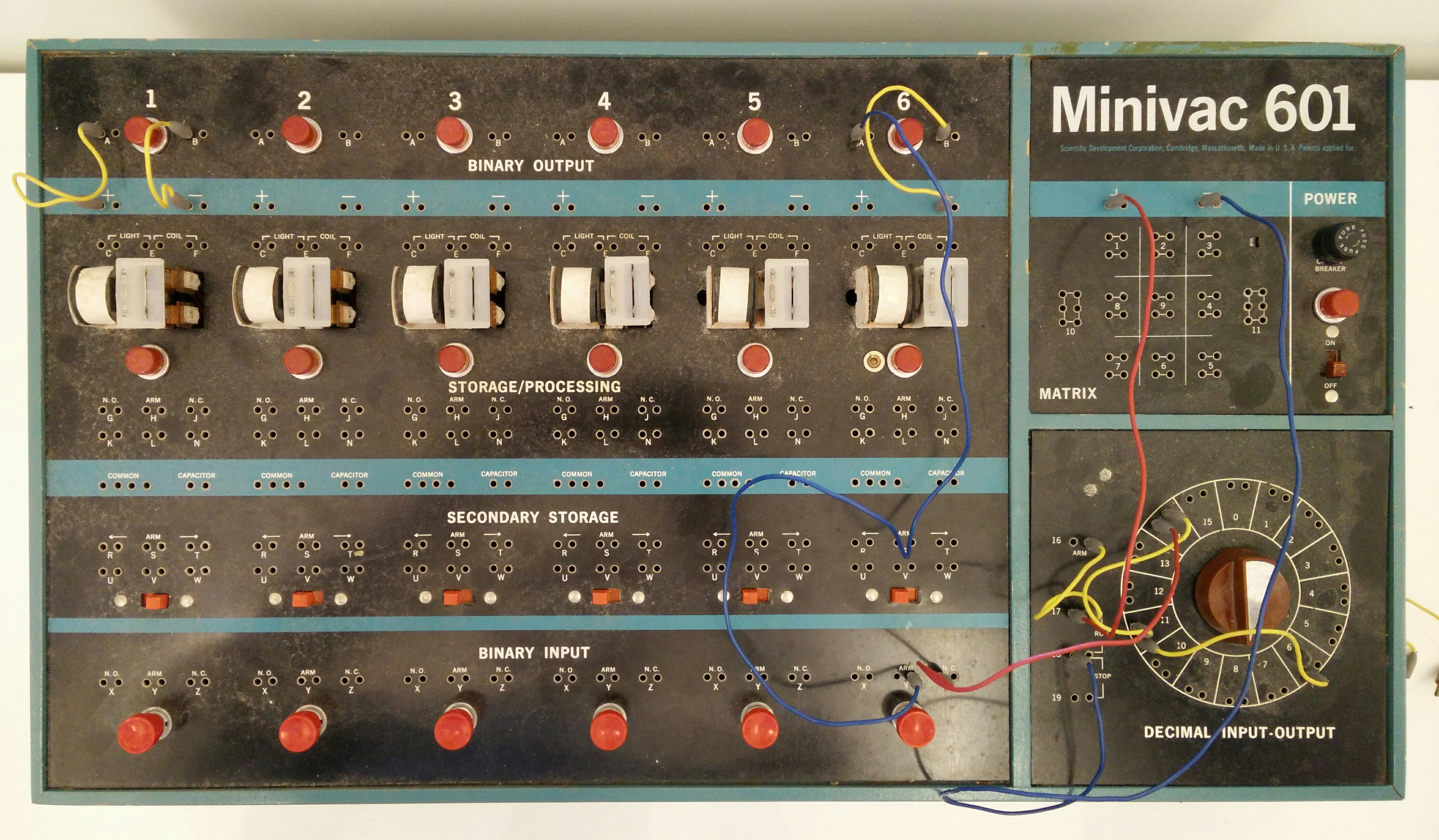
Minivac 601

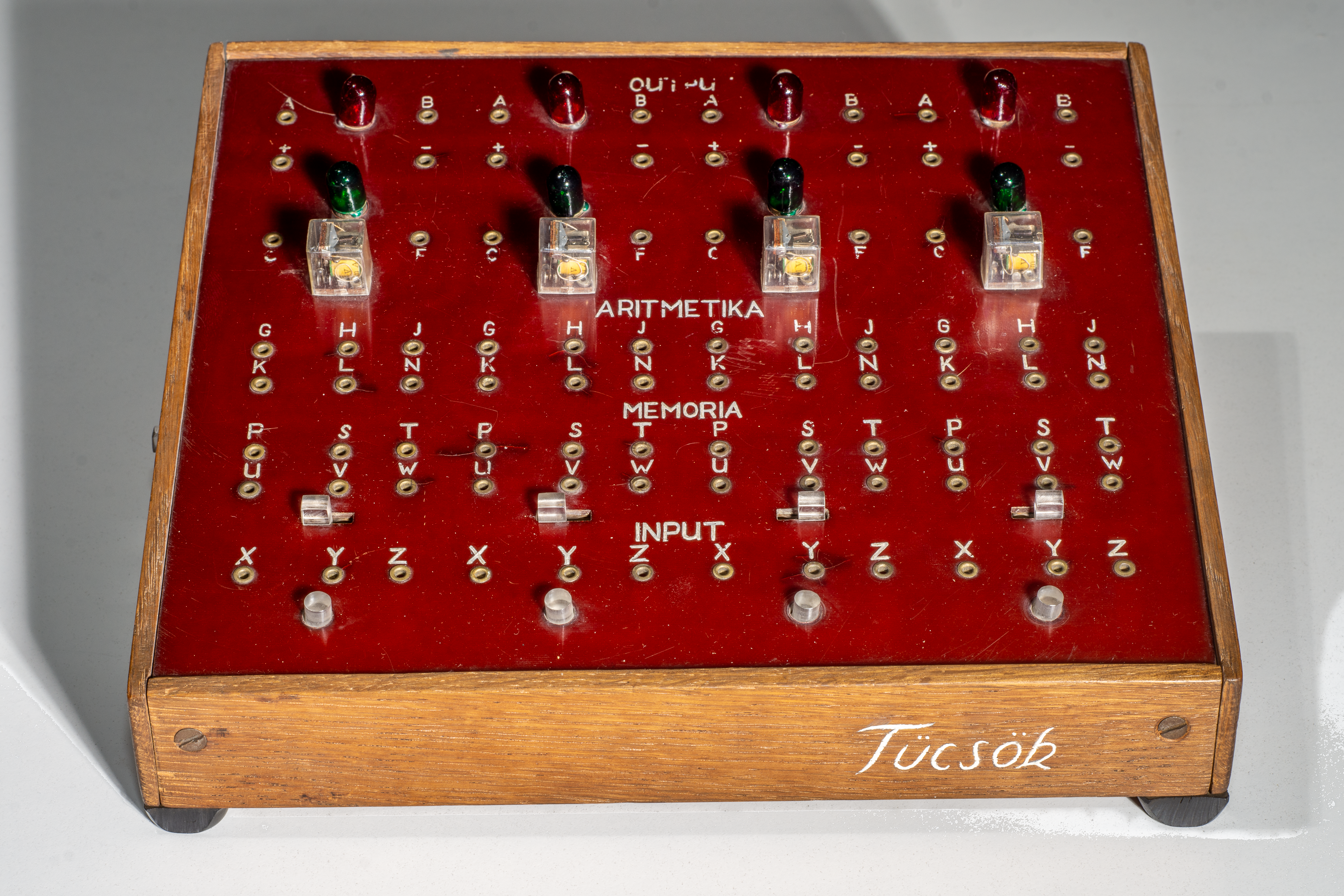
„Tücsök”, a Mikromat építőkészlet prototípusa

1966-ban a gimnázium nemzetközi kapcsolatai segítségével hozzájutott egy kanadai gyártmányú Minivac-601 számítógépmodellhez. Ezt a modellt részben egyszerűsítve, részben továbbfejlesztve készítette el a Mikromat prototípusát „Tücsök” néven egy tanítványa, Woynarovich Ferenc. 1967-ban indult meg a sorozatgyártása, és került kereskedelmi forgalomba akkor már „Mikromat” néven. A sorozatgyártáshoz az előkészítést Fazekas László végezte. A gyártás a Budai Járási Háziipari Szövetkezetben történt. A készlethez mellékelték Kovács Mihály Gyakorlati út a kibernetikához - Vezérkönyv a Mikromat építőkészlethez című könyvét. Az építőkészletet a Triál forgalmazta, a nagyobb játékboltokban és a Keravill üzleteiben lehetett megvásárolni 1967-től az 1970-es évek elejéig. Kezdeti ára 400 Ft volt.

## Felépítése

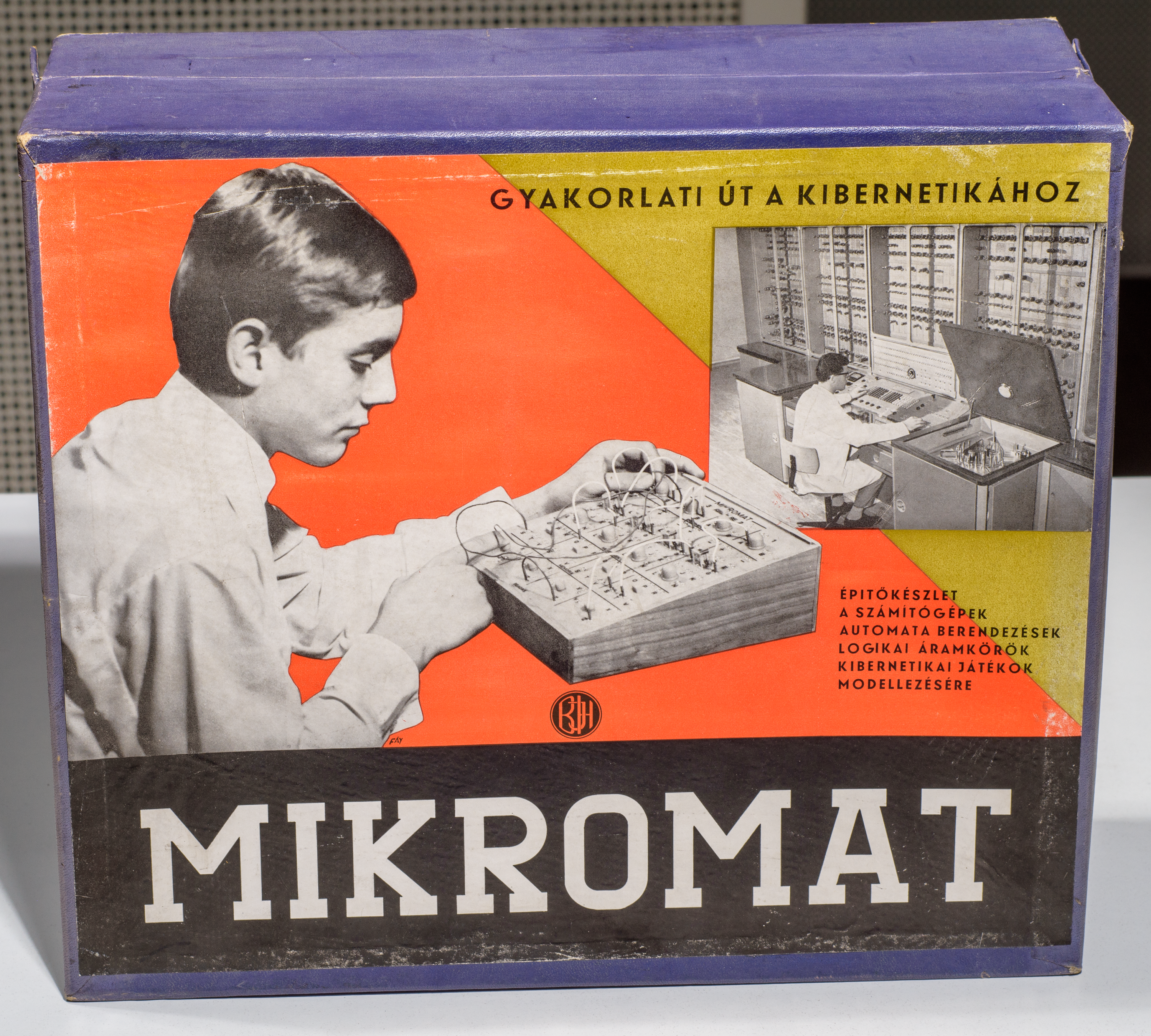
Mikromat építőkészlet doboza (1967)

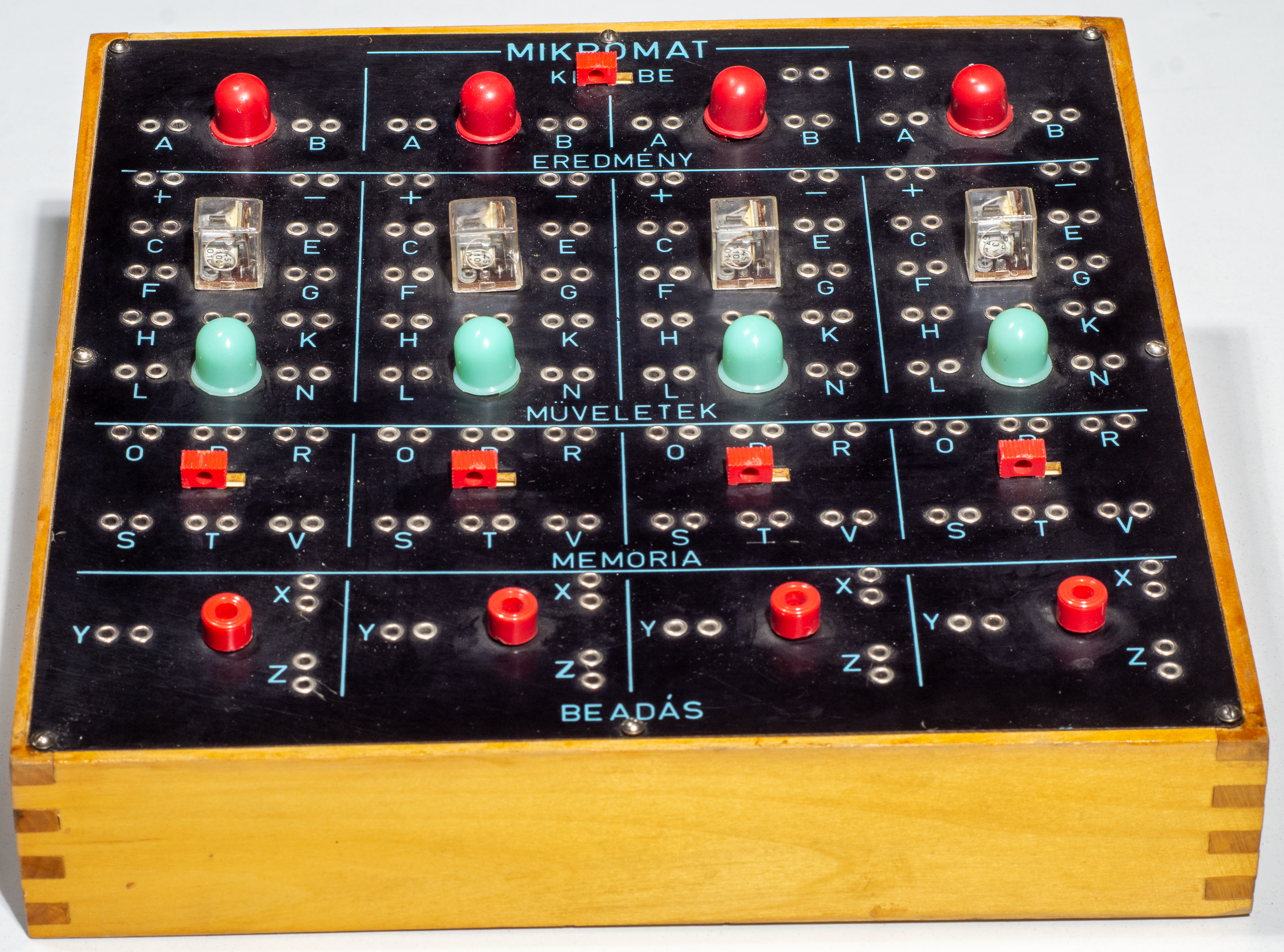
Mikromat építőkészlet előlapja (1967)

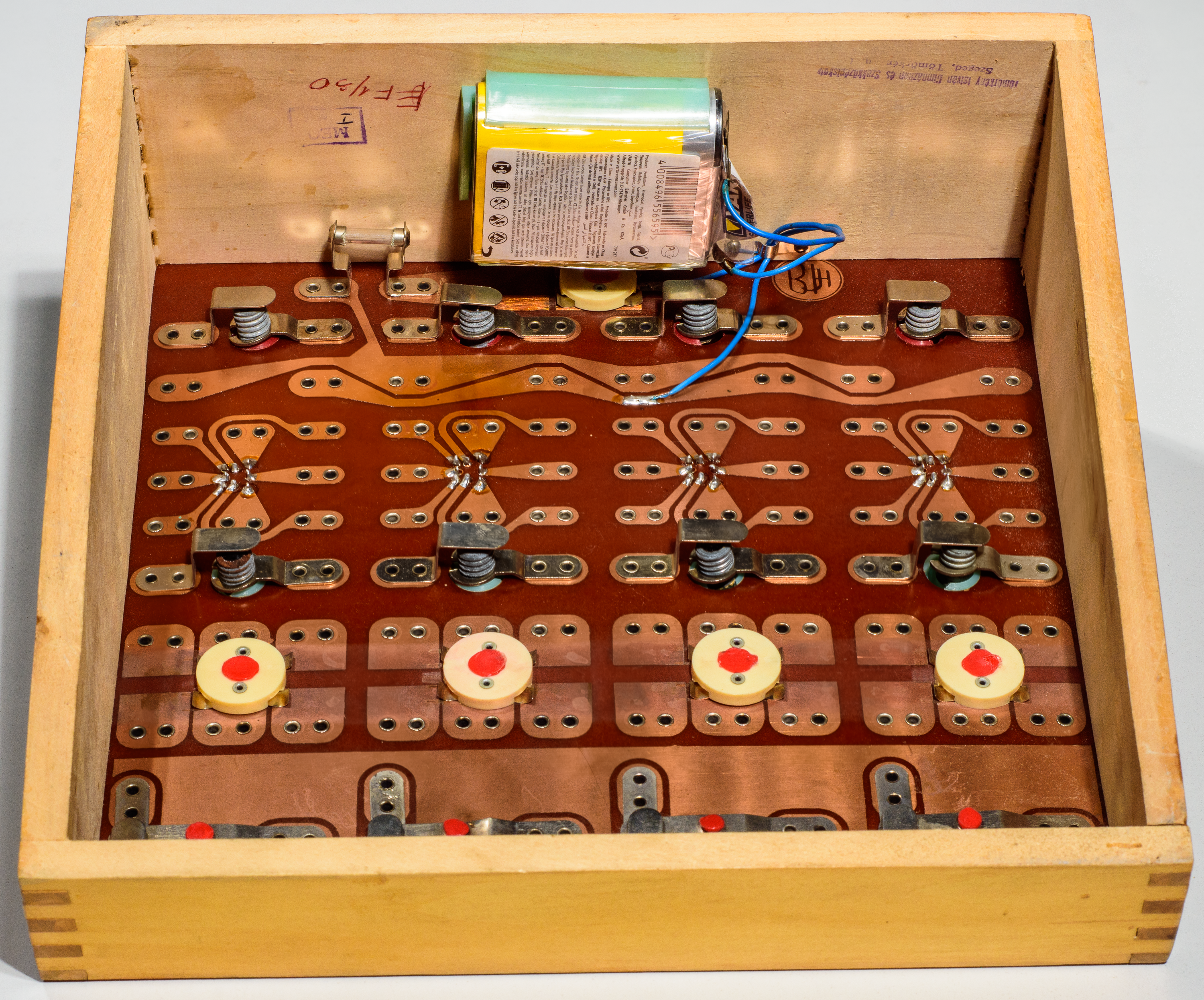
Mikromat építőkészlet hátoldala (1967)

A Mikromat a megalkotásakor még újdonságnak számító, nyomtatott áramköri technológiával készült. A négy egyforma részre osztott alapkészülék legfontosabb eleme négy darab jelfogó (más néven relé), amelyek a kijelölt műveleteket végzik el. A műveletekhez az adatok beadása négy darab váltóérintkezőt tartalmazó nyomógombbal és négy darab két váltóérintkezőt tartalmazó kétállású kapcsolóval lehetséges. Az eredményeket összesen nyolc darab jelzőizzó jeleníti meg. A készülék tápellátást egy darab, a megjelenésekor nagyon elterjedten alkalmazott, 4,5 Voltos ún. lapos zsebtelep biztosítja. Az egyes alkatrészek kivezetései két darab csatlakozási ponthoz vannak kötve. Ezeknek a csatlakozási pontoknak az összekötésével lehet a megfelelő áramkört kialakítani. Az áramkörök összeállításához a készlet 50 darab előre szerelt csatlakozó vezetéket (eredeti elnevezés szerint „programozó zsinór”) is tartalmaz.
Az építőkészletben alkalmazott jelfogók 3 Volt, a jelzőizzók 4 Volt névleges feszültségűek. A zsebtelep névleges feszültségénél kisebb feszültségű alkatrészek alkalmazásának egyik oka, hogy a tervezők számoltak a telep kimerülésével, illetve néhány kapcsolás esetén az izzólámpát és a jelfogó tekercsét sorba kötötték.

## Felhasználása
A Mikromat építőkészletet a hozzá kapcsolódó vezérkönyvvel iskolai oktatás, illetve önálló tanulás céljára fejlesztették, és 13 éves kortól ajánlották. Ennek megfelelően több iskolában is használták oktatási célokra.